# Новоякупово (Зілаїрський район)
Новояку́пово (рос. Новоякупово, башк. Яңы Яҡуп) — присілок у складі Зілаїрського району Башкортостану, Росія. Входить до складу Канзафаровської сільської ради.
Населення — 26 осіб (2010; 30 в 2002).
Національний склад:
- башкири — 100%